# DC Comics
A DC Comics (eredetileg: National Periodical Publications vagy National Periodicals) egyike az Amerikai Egyesült Államok legnagyobb képregénykiadóinak. A DC hozott létre olyan híres karaktereket, mint például Superman, Batman és Wonder Woman, Flash, Zöld Lámpás, Aquaman, Zöld Íjász és csapattagjaik az Igazságligából. A DC Comics évtizedekig volt a Marvel Comics-szal együtt a két legnagyobb képregénykiadó.

## Története

### Kezdetek
Malcolm Wheeler-Nicholson őrnagy alapította meg a National Allied Publications vállalatot 1934 őszén. 1935. január 11-én jelent meg első képregényük, a New Fun: The Big Comic Magazine #1. Következő címük a New Comics #1 volt, mely 1935 decemberében jelent meg az újságosoknál. Eme cím fejlődött át Adventure Comics-ba, mely az egyik leghosszabb ideje futó képregény sorozattá nőtte ki magát. 2009-ben a kiadó felélesztette a sorozatot az eredeti számozásával.
Nicholson harmadik sorozata a Detective Comics volt, mely 1937 márciusában jelent meg. A képregényt Harry Donenfeld együttműködésével alkották meg, aki már az előtt is foglalkozott képregények kiadásával. Így létrejött a Detective Comics, Inc, melyet Nicholson és Jack S. Liebowitz, Harry könyvelője alapított. A képregény a városi bűnözést vette alapul, mely igen újszerű volt, hiszen előtte a képregények inkább a könnyebb szórakozást nyújtották, mintsem valami komolyabbat. Nicholson egy évig maradt a cégnél, majd pénzforgalmi problémák miatt távoznia kellett. Harry és Jack növelni akarták az új vállalatukat, így elindították a National Allied-ot, valamint az All American-t, melyek később a DC comics-á váltak.
Joe Shuster és Jerry Siegel már 1933-tól létre akartak hozni egy Superman névre keresztelt karaktert, azonban minden kiadó visszautasította őket az újszerű hősükkel (mivel akkoriban a képregényekben csak cowboyok, detektívek és hasonló típusú karakterek kaptak rivaldafényt, nem létezett olyan szuperhős, mint amilyeneket ma ismerünk).  A DC volt az első kiadó, aki igent mondott a karakterre, mivel a kiadónak fő attrakciójának készülő Action Comics szerkesztő nélkül maradt, így Joe és Jerry ötletét hozták be. A karakter hatalmasat durrant, az első három kiadvány egymillió példányban fogyott.
Superman sikeréből kiindulva a kiadó létre akart hozni egy másik szuperhőst. Bob Kane és barátja, Bill Finger vállalták a kihívást és közösen létre akartak hozni egy Supermanre hasonlító személyt, csak képességek nélkül. Így született meg 1939-ben "Bat-man" (a szereplő első feltűnéseikor még kötőjellel, azonban 1940-re már csak simán Batman), aki a Detective Comics #27-ben tűnt fel először. A karaktert gyorsan megszerették az emberek és szintén nagy sikereket hozott a kiadónak.
William Moulton Marston pszichológus sokat védte a feltörekvő médiumot, ennek tökéletes példája a Don’t Laugh at the Comics (’Ne nevessenek a képregényeken’) cikke, mely a kiadó figyelmét is felkeltette, így szerkesztői tanácsadó állást kapott náluk. Végül 1941-ben az All Star Comics #8-ban megjelentette a világ első szuperhősnőjét, Wonder Womant. Eme karakter is nagy sikereket aratott, elsősorban kisgyerekeknél és szerelőknél.

## Animációs filmek

### Jelenlegi
- Superman: Ítéletnap
- Az Igazság Ligája – Az új küldetés
- Batman: Gotham lovagja
- A Csodanő
- A Zöld Lámpás: A kezdet
- Superman/Batman: Közellenségek
- Az Igazság Ligája: Két Földi válság
- Batman a Piros Sisak ellen
- Superman és Batman
- Superman és a Nap-expedíció
- Zöld Lámpás: Smaragd lovagok
- Batman – A kezdet kezdete
- Az Igazság Ligája – Pusztulás
- Superman szemben az Elitekkel
- Batman: A sötét lovag visszatér
- Superman elszabadul
- Az Igazság Ligája: A Villám-paradoxon
- Az Igazság Ligája: Háború
- Batman: Az Arkham ostroma
- Az Igazság Ligája: Atlantisz trónja
- Batman kontra Robin
- Az Igazság Ligája: Istenek és szörnyek
- Batman: Az elfajzott
- Az Igazság Ligája a Tini Titánok ellen